# District municipal de Dormaa
Le district municipal de Dormaa (Dormaa Municipal District, en anglais) est un district de la région de Brong Ahafo au Ghana. En 2012, le nouveau district de Dormaa Ouest est créé par détachement du district de Dormaa.

## Population
La population du district de Dormaa (selon son territoire avant le détachement de Dormaa Ouest) est de 159 789 habitants en 2010.
|                             | 2010    |
| Population totale           | 159 789 |
| % population hors ménages   | 1,8 %   |
| Population dans les ménages | 156 874 |
| Nombre de ménages           | 35 759  |
| Personnes par ménage        | 4,4     |
| % moins de 18 ans           | 44,8 %  |
| % population urbaine        | 34,1 %  |

## Municipalités
Le district compte 345 établissements humains répartis parmi les municipalités suivantes.
| - Dormaa-Ahenkro - Wamfie - Wamanafo - Kyeemasu | - Dormaa-Akwamu (Awiam) - Amasu - Asuotiano - Antwirifo - Nsuhia | - Aboabo N°4 - Akontanim - Yaakrom - Kofi Badu Krom - Asunu N°1 | - Diabaa - Krakrom - Kofi Asua - Nsesereso - Asikasu - Danyame |